# Битти, Джеймс (футболист)
Дже́ймс Би́тти (англ. James Beattie; род. 27 февраля 1978, Ланкастер, Англия) — английский футболист и футбольный тренер.

## Карьера

### Карьера в сборной
В сборной Англии Джеймс дебютировал 12 февраля 2003 года в товарищеской игре против сборной Австралии. Битти отыграл первый тайм и в перерыве был заменён на Фрэнсиса Джефферса, который забил единственный мяч сборной Англии в этом поединке. В 2003 году Джеймс провёл 5 матчей за сборную, однако при объявлении заявки на участие в чемпионат Европы 2004 главный тренер англичан Свен-Ёран Эрикссон предпочёл ему Эмиля Хески в качестве «классического» центрального нападающего.

### Тренерская карьера
13 мая 2013 года Битти был назначен главным тренером «Аккрингтон Стэнли».

## Достижения
Рейнджерс:
- Чемпион Шотландии (1): 2010/11